# بلدة واشنطن (كانساس)
بلدة واشنطن هي بلدة في مقاطعة أندرسون، كانساس، الولايات المتحدة الأمريكية. اعتبارًا من تعداد 2010، كان عدد سكانها 272 نسمة.

## التاريخ
تأسست بلدة واشنطن في عام 1857.

## روابط خارجية
- US-Counties.com
- مدينة سيتي.كوم